# Samuel Giacosa
Samuel Giacosa, född 12 augusti 1905, var en argentinsk friidrottare. Han deltog vid olympiska sommarspelen 1932.